# دهستان مکریان شرقی
دهستان مکریان شرقی نام دهستانی در بخش مرکزی شهرستان مهاباد، استان آذربایجان غربی در ایران است. براساس سرشماری مرکز آمار ایران در سال ۱۳۸۵، جمعیت آن ۱۲۸۳۱ نفر (۲۴۱۸ خانوار) بوده‌است.